# Hà Châu, Phú Bình
Hà Châu là một xã thuộc huyện Phú Bình, tỉnh Thái Nguyên, Việt Nam.

## Địa lý
Xã Hà Châu nằm ở phía nam huyện Phú Bình, có vị trí địa lý:
- Phía đông giáp tỉnh Bắc Giang
- Phía tây giáp thành phố Phổ Yên
- Phía nam giáp tỉnh Bắc Giang
- Phía bắc giáp xã Nga My.

Xã Hà Châu có diện tích 5,47 km², dân số năm 1999 là 5.958 người, mật độ dân cư đạt 1.089 người/km².

## Lịch sử
Vào cuối thế kỷ XIX, vùng đất mà nay là hai xã Hà Châu và Nga My được tách khỏi huyện Hiệp Hòa, phủ Bắc Hà, tỉnh Bắc Ninh để sáp nhập vào huyện Tư Nông, phủ Phú Bình, tỉnh Thái Nguyên.
Sau năm 1945, huyện Tư Nông đổi tên thành huyện Phú Bình, xã Hà Châu thuộc huyện Phú Bình như hiện nay.

## Hành chính
Xã Hà Châu được chia thành 16 xóm: Trầm Hương, Đắc Trung, Chùa Gia, Táo, Núi, Hợp Tác Xã, Đông, Mới, Chùa, Sỏi, Vôi, Đồn, Chảy, Ngói, Củ, Sau.

## Thắng cảnh
Trên địa bàn xã có chùa Hà Châu được xây dựng năm 1672, hiện còn lưu giữ được nhiều di vật cổ trong đó có tấm bia Cảm Ứng tự bi miêu tả cảnh đẹp của chùa.